# Hedningtjärnarna
Hedningtjärnarna är en sjö i Härjedalens kommun i Härjedalen och ingår i Ljusnans huvudavrinningsområde. Sjön har en area på 0,395 kvadratkilometer och ligger 560 meter över havet. Sjön avvattnas av vattendraget Hedningtjärnbäcken.

## Delavrinningsområde
Hedningtjärnarna ingår i det delavrinningsområde (688655-138712) som SMHI kallar för Mynnar i Mosätt-Draggan. Medelhöjden är 570 meter över havet och ytan är 4,85 kvadratkilometer. Det finns inga avrinningsområden uppströms utan avrinningsområdet är högsta punkten. Hedningtjärnbäcken som avvattnar avrinningsområdet har biflödesordning 4, vilket innebär att vattnet flödar genom totalt 4 vattendrag innan det når havet efter 296 kilometer. Avrinningsområdet består mestadels av skog (65 procent) och sankmarker (18 procent). Avrinningsområdet har 0,46 kvadratkilometer vattenytor vilket ger det en sjöprocent på 9,6 procent.